# Tanak Awu
Tanak Awu is een plaats in Indonesië, gelegen op het eiland Lombok. 
Nabij Tanak Awu ligt ook de Internationale Luchthaven Lombok, die in oktober 2011 geopend werd. 